# Rewind (album de JJ Cale)
 (janvier 2021).
La mise en forme du texte ne suit pas les recommandations de Wikipédia : il faut le « wikifier ».
Les points d'amélioration suivants sont les cas les plus fréquents. Le détail des points à revoir est peut-être précisé sur la page de discussion.
- Les titres sont pré-formatés par le logiciel. Ils ne sont ni en capitales, ni en gras.
- Le texte ne doit pas être écrit en capitales (les noms de famille non plus), ni en gras, ni en italique, ni en « petit »…
- Le gras n'est utilisé que pour surligner le titre de l'article dans l'introduction, une seule fois.
- L'italique est rarement utilisé : mots en langue étrangère, titres d'œuvres, noms de bateaux, etc.
- Les citations ne sont pas en italique mais en corps de texte normal. Elles sont entourées par des guillemets français : « et ».
- Les listes à puces sont à éviter, des paragraphes rédigés étant largement préférés. Les tableaux sont à réserver à la présentation de données structurées (résultats, etc.).
- Les appels de note de bas de page (petits chiffres en exposant, introduits par l'outil «  Source ») sont à placer entre la fin de phrase et le point final[comme ça].
- Les liens internes (vers d'autres articles de Wikipédia) sont à choisir avec parcimonie. Créez des liens vers des articles approfondissant le sujet. Les termes génériques sans rapport avec le sujet sont à éviter, ainsi que les répétitions de liens vers un même terme.
- Les liens externes sont à placer uniquement dans une section « Liens externes », à la fin de l'article. Ces liens sont à choisir avec parcimonie suivant les règles définies. Si un lien sert de source à l'article, son insertion dans le texte est à faire par les notes de bas de page.
- La présentation des références doit suivre les conventions bibliographiques. Il est recommandé d'utiliser les modèles {{Ouvrage}}, {{Chapitre}}, {{Article}}, {{Lien web}} et/ou {{Bibliographie}}. Le mode d'édition visuel peut mettre en forme automatiquement les références.
- Insérer une infobox (cadre d'informations à droite) n'est pas obligatoire pour parachever la mise en page.

Pour une aide détaillée, merci de consulter Aide:Wikification.
Si vous pensez que ces points ont été résolus, vous pouvez retirer ce bandeau et améliorer la mise en forme d'un autre article.
Pour les articles homonymes, voir Rewind.
Albums de J.J. Cale
The Road to Escondido
(2006) Roll On
(2009)
Rewind est un album de J.J. Cale sorti en 2007. Il s'agit d'une compilation de titres inédits enregistrés entre 1971 et 1993.

## Historique
Le titre Golden Ring est une reprise d'Eric Clapton de l'album Backless (1978).

## Titres
1. Guess I Lose (JJ Cale) - 2:51 - (1975)
2. Waymore's Blues (Waylon Jennings) - 2:39 - (1971)
3. Rollin' (Randy Newman) - 2:55 - (1974)
4. Golden Ring (Eric Clapton) - 3:05 - (1978)
5. My Cricket (Leon Russell) - 2:46 - (1972)
6. Since You Said Goodbye (JJ Cale) - 2:42 - (1973)
7. Seven Day Woman (Christine Lakeland) - 2:20 - (1983)
8. Bluebird (JJ Cale) - 1:26 - (1993)
9. My Baby and Me (JJ Cale) - 2:21 - (1973)
10. Lady Mama (JJ Cale) - 2:56 - (1982)
11. Blue Sunday (Bill Boatman) - 3:14 - (1977)
12. Out Of Style (JJ Cale)  - 2:24 - (1975)
13. Ooh La La (JJ Cale & Christine Lakeland)  - 3:28 - (1980)
14. All Mama's Children (JJ Cale)  - 2:08 - (1980)

## Musiciens
- titre 1: J.J. Cale: guitare et chant + inconnus.
- titre 2: J.J. Cale: guitare et chant; Christine Lakeland : guitare acoustique + inconnus.
- titre 3: J.J. Cale: guitare et chant; Christine Lakeland : guitare acoustique; Toni Migliori: piano + inconnus.
- titre 4: J.J. Cale: guitare et chant; Christine Lakeland : acc guitare; Johnny Christopher: acc guitare; Steve Gibson: elec guitare; Tommy Cogbill: basse; David Briggs: piano; Bobby Emmons: orgue; Mike Lawler: synthé; Kenny Buttrey: drums + inconnus.
- titre 5: J.J. Cale: guitare et chant; Johnny Christopher : acc guitare; Steve Gibson: elec guitare; Tommy Cogbill: basse; Kenny Buttrey: drums; David Briggs: piano; Bobby Emmons: orgue; Mike Lawler: synthé; Christine Lakeland et Marilyn Davis: chœurs.
- titre 6: J.J. Cale: guitare et chant; Mac Gayden: slide guitare; Tim Drummond: basse; Karl Himmel, Jr.: drums + inconnus
- titre 7: J.J. Cale: guitare et chant; Christine Lakeland: guitare et chant; Richard Thompson: guitare; Glen D. Hardin: piano; Spooner Oldham: orgue; Tim Drummond: basse; Jim Keltner: drums.
- titre 8: J.J. Cale: chant et tous instruments.
- titre 9: J.J. Cale: chant et guitare; Mac Gayden: elec guitare + inconnus.
- titre 10: J.J. Cale: chant et guitare + inconnus.
- titre 11: J.J. Cale: chant et guitare + inconnus.
- titre 12: J.J. Cale: chant et guitare; Harold Bradley: acc et elec guitare; Beegie Adair: piano + inconnus.
- titre 13: J.J. Cale: chant et guitare; Christine Lakeland: elec guitare et chant; Steve Gibson: elec guitare; Tommy Cogbill: basse; Mike Lawler: synthé; Kenny Buttrey: drums; Denis Solee: saxophone + George Tidwell: add horns.
- titre 14: J.J. Cale: chant et guitare; Christine Lakeland: acc guitare + inconnus.